# Fatalista
Fatalista – polski film telewizyjny z 1967 roku w reżyserii Stanisława Lenartowicza. Adaptacja opowiadania Michaiła Lermontowa pod tym samym tytułem.

## Fabuła
Monotonię służby w kaukaskim regimencie oficerowie umilają sobie długimi dysputami filozoficznymi. W czasie jednej z nich ścierają się Wulicz i Pieczorin. Wulicz stanowczo twierdzi, że los każdego człowieka jest z góry przesądzony i nic nie może go odmienić. Pieczorin oponuje, choć nie może oprzeć się wrażeniu, że Wulicz niedługo umrze. Ten nawet specjalnie prowokuje los – przystawia sobie pistolet do skroni i pociąga za spust. Przemoczony proch nie wybucha, Wulicz pogodnie konstatuje, że śmierć tym razem nie była mu pisana.
Pijany żołnierz Pantelejew buntuje się przeciw urojonym tyranom i w szale strzela wokół siebie bez opamiętania. Pierwsza kula dosięga Wulicza. Pantelejew ucieka z gospody i barykaduje się w stajni. Ostrzeliwuje się nadal i giną kolejni chcący go powstrzymać żołnierze. Pieczorin, mimo grozy sytuacji czuje, że jest to dla niego moment sprawdzenia, jaki los jest mu pisany. Bez draśnięcia dostaje się do stajni i odbiera broń otumanionemu Pantelejewowi.

## Obsada
- Gustaw Holoubek – porucznik Wulicz
- Andrzej Hrydzewicz – porucznik Pieczorin
- Ryszard Filipski – szeregowy Jaszka Pantelejew
- Wiktor Grotowicz – major regimentu kaukaskiego
- Adolf Chronicki – zabity oficer regimentu kaukaskiego
- Leonard Andrzejewski – oficer regimentu kaukaskiego
- Edward Lubaszenko – oficer regimentu kaukaskiego
- Krzysztof Fus – Czeczen osaczony przez regiment